# Contessa Entellina bianco
Il Contessa Entellina bianco è un vino DOC la cui produzione è consentita nel comune di Contessa Entellina nella città metropolitana di Palermo.

## Vitigni con cui è consentito produrlo
- Ansonica detto anche Insolia minimo 50%
- Catarratto bianco lucido, Grecanico dorato, Chardonnay, Müller-Thurgau, Sauvignon, Pinot bianco e Grillo, da soli o congiuntamente massimo 50%
- Altri vitigni a bacca bianca, raccomandati e/o autorizzati per la città metropolitana di Palermo, da soli o congiuntamente sino ad un massimo del 15%.

## Caratteristiche organolettiche
- colore: giallo paglierino più o meno intenso, talvolta con riflessi verdolini;
- profumo: delicato, fruttato, caratteristico;
- sapore: secco, vivace, fresco;

## Produzione
Provincia, stagione, volume in ettolitri
- Palermo  (1994/95)  823,98
- Palermo  (1995/96)  963,79
- Palermo  (1996/97)  1189,82